# Basophiler Granulozyt

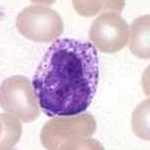
Basophiler Granulozyt

Basophile Granulozyten (BASO) sind eine Population von Leukozyten (weißen Blutkörperchen) im Blut. Sie besitzen intrazelluläre Granula, die unter anderem Histamin, Serotonin und Heparin enthalten. Im Differentialblutbild machen sie einen geringen Anteil von 0–1 % aus. Wachstumsfaktoren für die Basophilen sind unter anderem Interleukin-3, Interleukin-5 und GM-CSF. Es gibt Hinweise für eine wechselseitige Kontrolle bei der Reifung zwischen Basophilen und Eosinophilen. Beispielsweise unterdrückt TGF-beta (ein transformierender Wachstumsfaktor) in Gegenwart von Interleukin-3 die Differenzierung von Eosinophilen und fördert die der Basophilen. Sie besitzen einen Rezeptor für Immunglobulin E (IgE), weshalb man annimmt, dass sie eine Rolle bei der Immunabwehr des Wirts gegen Parasiten spielen.
Wenn ihre Rezeptoren durch an IgE gebundene Allergene kreuzvernetzt werden, degranulieren die Basophilen und schütten Mediatoren wie Histamin aus. Zudem werden nach Aktivierung zahlreiche Mediatoren wie PAF (bewirkt Thrombozytenaggregation), Prostaglandin D2, Leukotriene (LTC4, LTD4, LTE4) in großer Menge neu produziert und abgegeben. Basophile enthalten darüber hinaus viel Interleukin-4, welches die Entwicklung von Th2-Zellen fördert, die wiederum eosinophile Granulozyten und B-Zellen stimulieren.
Die Aktivierung von Immunzellen, die Rezeptoren für IgE besitzen, kann zur allergischen Sofortreaktion wie z. B. Heuschnupfen führen. Eine systemische Aktivierung dieser Zellen (also die Aktivierung im ganzen Körper) kann zum anaphylaktischen Schock führen.
Zu einer Vermehrung von basophilen Granulozyten (Basophilie) im Blut kann es bei myeloproliferativen Erkrankungen, insbesondere der chronischen myeloischen Leukämie, kommen.